# Kenji Nomura
Pour les articles homonymes, voir Nomura (homonymie).
Kenji Nomura (乃村 健次, Nomura Kenji), né le 23 juillet 1970 dans la Préfecture d'Okayama, est un seiyū japonais. Il est actif depuis 1997, et est affilié avec Aoni Production.

## Rôles

### Animation
- Cars : Wingo
- Le Monde de Nemo : Boule (Bloat)
- Monstres contre Aliens : Le Maillon Manquant (The Missing Link)
- Spider-Man and His Amazing Friends : Hulk
- Superman: The Animated Series : Lex Luthor

### Animes
- Akame ga Kill! : Sten
- Beelzebub : Takeshi Shiroyama
- Bleach : Yammy Rialgo
- Dragon Ball Super: Toppo
- Eyeshield 21 : Makoto Otawara
- Fate/Apocrypha : Kairi Shishigou
- Food Wars! : Kiyoshi Goudabayashi
- Grappler Baki : Yujiro Hanma
- Hatsukoi Limited : Misao Zaitsu
- JoJo's Bizarre Adventure : Santana
- Médaka Box : Shigusa Takachiho
- One Piece : Bobby Funk, Braham, Chessmarimo, Jack, Kuromarimo
- Re:Zero kara Hajimeru Isekai Seikatsu : Ricardo Welkin
- The Heroic Legend of Arslan : Garshasph
- The Testament of Sister New Devil : Valgar
- Tokyo Ghoul : Akihiro Kanou

### Films
- Transformers 2 : Jetfire

### Jeux vidéo
- Final Fantasy VII: Advent Children : Loz
- Mega Man Powered Up : Guts Man
- Metroid: Other M : Anthony Higgs
- Ratchet et Clank : Le capitaine Qwark
- The order 1886